# Ebenhof (Hirschau)
Ebenhof ist ein Gemeindeteil der Stadt Hirschau im Landkreis Amberg-Sulzbach in der Oberpfalz in Bayern.

## Herkunft des Namens
1601 wurde  „Hoff uff der Eben“ erwähnt, 1630 „Pinhoff“, 1661 „Pünhof uff der Eben“, 1727 „Pünhof oder Eben“, 1773 Pünhof auf der Eben, 1792 und 1842 „Eben“. 1867 tauchte erstmals der Name Ebenhof auf.
Der ältere Name ist wohl Pünhof, obwohl er erst später zu belegen ist. Pünhof geht auf den Personennamen Puno zurück. Der Name Ebenhof ist als Hof auf der Ebene zu verstehen und beschreibt die Lage von Ebenhof.

## Lage
Ebenhof liegt drei Kilometer nördlich von Hirschau und etwa 500 m südlich von Ehenfeld in der gleichen Gemarkung an der Kreisstraße AS 18.

## Bauwerke

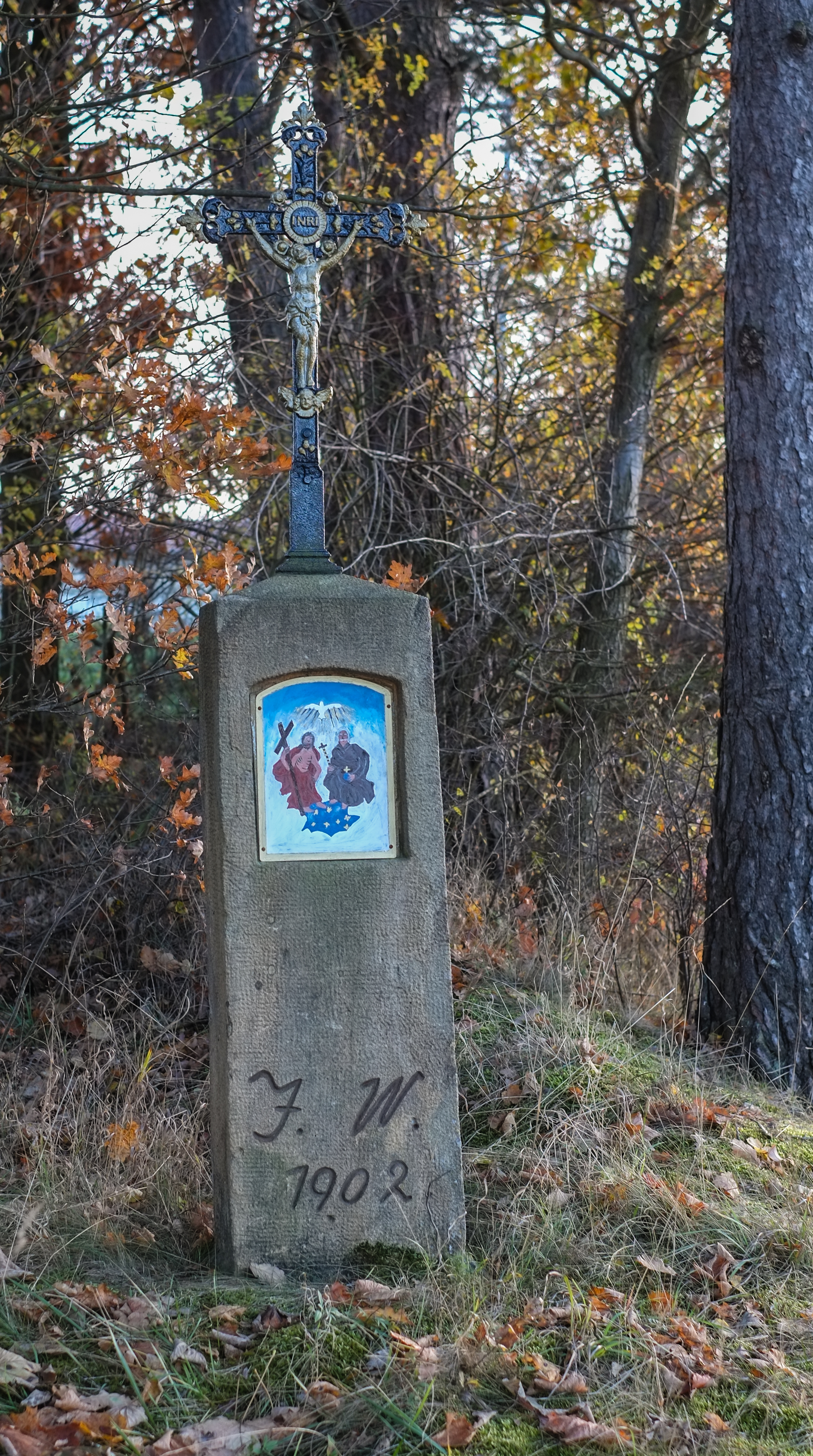
Hansmirtl-Marterl

Siehe auch: Liste der Baudenkmäler in Hirschau#Ebenhof

### Hansmirtl-Marterl
Das denkmalgeschützte Hansmirtl-Marterl steht an der Kreisstraße AS 18 vom Ebenhof ca. 150 m in Richtung Ehenfeld auf der rechten Straßenseite. Das Marterl besteht aus einem 85 cm hohen gusseisernen Kreuz und einem Korpus aus Eisen. Das Kreuz steht auf einem 1,36 m hohen, 40 cm breiten und 33 cm tiefen Sandsteinblock, in dem sich eine Bildnische befindet. Abgebildet ist die heilige Dreifaltigkeit. In den Sandstein eingehauen sind die Buchstabend „J. W.“ für Josef Windisch sowie die Jahreszahl „1902“.
Über die Gründe für die Errichtung des Marterls ranken sich zwei Geschichten. Die eine Geschichte besagt, dass der Bauer Josef Windisch beim Grasmähen vom Blitz erschlagen wurde. Die andere berichtet von einer schweren Krankheit des alten Hansmirtls. Ein Arzt prophezeite ihm, dass er den Weg nach Hirschau nicht mehr schaffen würde. Als Dank dafür, dass er es trotzdem schaffte, ließ er das Marterl errichten.

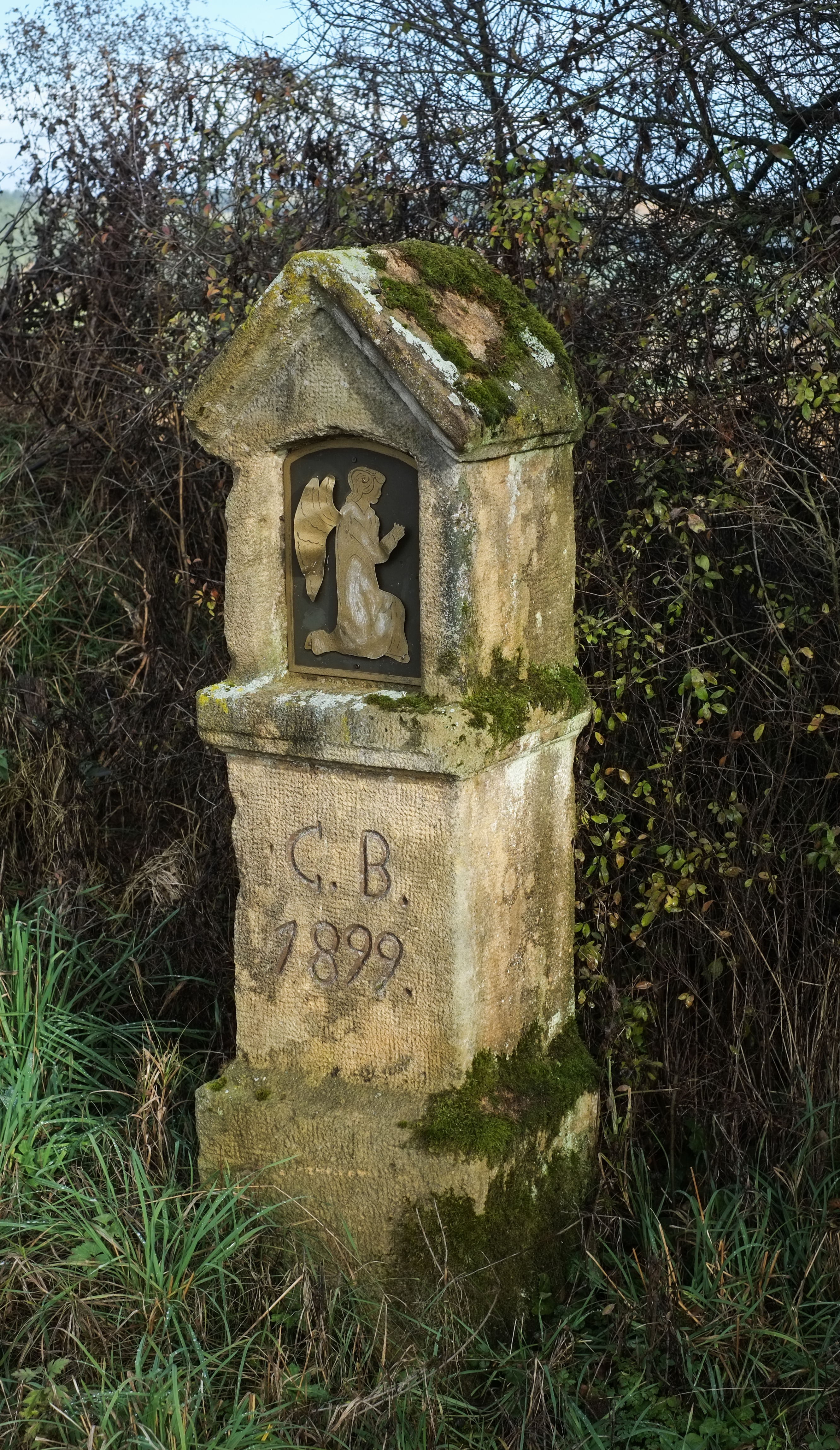
Sandsteinbildstock von 1899

### Bogner Marterl
Das Marterl aus Seugaster Sandstein an der Kreisstraße AS 18 von Ebenhof aus etwa 100 m in Richtung Hirschau steht unter Denkmalschutz. Die Höhe des Marterls beträgt 1,87 m, die Breite 43 cm und die Tiefe 39 cm. In der Bildnische befindet sich ein auf Blech gemalter betender Engel. In den Sandstein sind die Buchstabend „G. B.“ für Georg Bogner sowie die Jahreszahl „1899“ eingekerbt.
Georg Bogner von der Hummelmühle war in Hirschau und hatte dort zu viel getrunken. Mit einem Schlitten voll Getreide machte er sich nachts auf den Heimweg. Dabei stürzte der Schlitten um. Als Dank dafür, dass Büchner den Unfall unversehrt überstand, ließ er den Bildstock errichten.

### Feldkreuz
An der AS 18 gegenüber dem Ebenhof steht ein Feldkreuz. Das Feldkreuz gestaltete der Zimmermann Johann Seibold aus Kindlas nach Art der Tiroler Kreuze. Der Korpus stammt aus Oberammergau.
Zur Entstehung dieses Kreuzes gibt es ebenfalls zwei Geschichten. Eine Geschichte besagt, dass Ebenhofbauer Johann Leißl dieses Kreuz errichten ließ. Bevor er in den Ersten Weltkrieg zog gelobte er, ein Kreuz aufzustellen, sollte er wohlbehalten  aus dem Krieg zurückkehren. Nach seiner Heimkehr im Jahr 1919 ließ er das Kreuz aufstellen. Nach einer weiteren Überlieferung wurde das Kreuz zur Erinnerung an den Tod zweier Kinder vom Ebenhof errichtet. Johann kam am 6. Februar 1922 mit neun Jahren beim Holzfällen ums Leben, Margarethe ertrank am 29. Mai 1924 im Alter von fünf Jahren.

### Marienkapelle

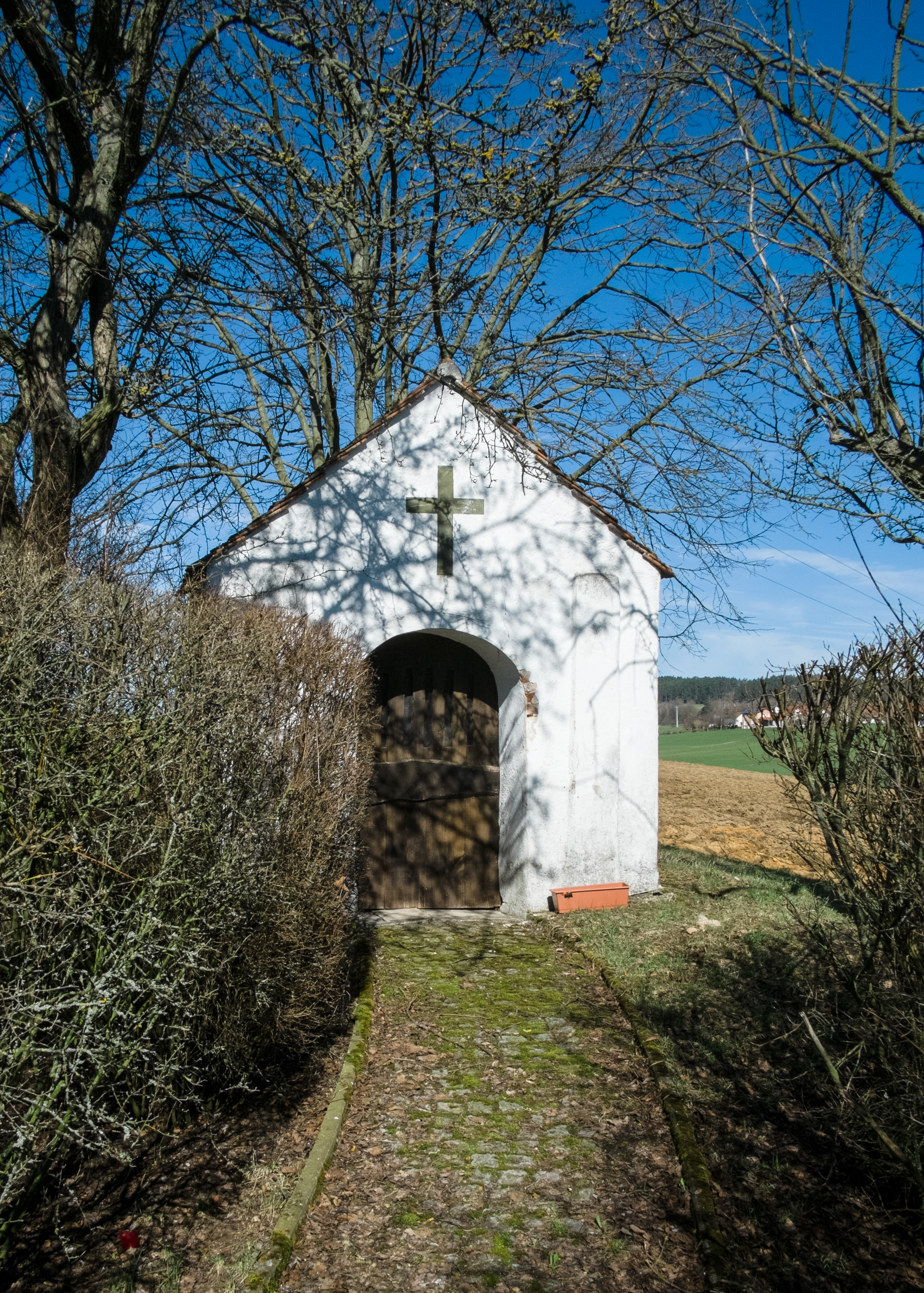
Marienkapelle

In der Nähe steht an der Straße nach Vilseck eine Marienkapelle aus dem 18./19. Jahrhundert.

## Verkehr
Ebenhof liegt an der Kreisstraße AS 18 zwischen Hirschau und Ehenfeld.
An den öffentlichen Nahverkehr ist Ebenhof mit zwei Buslinien angebunden, der Linie 59 der RBO über Lintach nach Amberg (VGN-Linie 459) und dem Ortslinienverkehr Hirschau, der einige Gemeindeteile im nördlichen Gemeindegebiet Hirschaus miteinander verbindet (RBO-Linie 6334, VGN-Linie 468).